# Густав IV Адолф
Вижте пояснителната страница за други личности с името Густав Адолф.
Густав IV Адолф е крал на Швеция от 1792 до своето абдикиране през 1809 г.

## Произход
Роден е в Стокхолм през 1778 г. Син е на крал Густав III от Швеция и неговата кралица София Магдалена. Предполага се, че е биологичен син на благородник от финландско потекло.

## Крал на Швеция
След убийството на баща му Густав III през март 1792, той се възкачва на престола.

### Регентство
През 1796 г. неговият чичо, който му е регент, спомага за това младият крал да посети Санкт Петербург. Поводът е Густав IV да се сгоди за великата княгиня Александра Павловна, внучка на Екатерина Велика. Въпреки това предстоящото сватбено тържество се отменя поради неотстъпчивостта на шведския крал да допусне бъдещата му съпруга да продължи да изповядва православието (тогавашната шведска конституция не го допуска).

### Самостоятелно управление
Управлението на Густав IV Адолф продължава тринадесет години (от 1796 до 1809), като преминава под знака на абсолютизма. Провежданата от него политика е продиктувана главно от нелеката ситуация в Европа и от войните, развихрени на континента като последица от Френската революция и от излизането на Наполеон I Бонапарт на политическата сцена. Густав IV Адолф не е почитател на Франция за разлика от баща си Густав III и макар че в даден момент Швеция се оказва единствената монархия в дипломатически отношения с Френската република, макар че Густав е против революционерите и Наполеон, когото счита за антихрист. През 1805 г. Швеция бива приобщена към третата коалиция срещу Наполеон, чиито армии завземат Шведска Померания. По условията на Тилзитския мир между Франция и Русия през месец юли 1807 г., Швеция трябва да прекъсне отношенията си с Англия и да участва в континенталната блокада, наложена от Наполеон с цел да се огъне и изтощи Англия. Швеция обаче не го прави заради търговските връзки с Великобритания, които са жизненоважни. Дания, която е взела страната на Франция през октомври 1807 г, обявява война на Швеция през 1808. Англия не може да се притече на помощ, защото е ангажирана с Полуостровната война. Швеция се оказва политически изолирана, с врагове от изток, запад и юг. Когато във Финландия нахлуват руски войски и я окупират заедно с част от северните ѝ територии, шведската армия е неспособна да защити Финландия от настъплението на руснаците, като дори мощната крепост Свеборг близо до Хелсингфорс попада в руски ръце след предателство. Руснаците достигат чак до Умеа. Шведско владение още от Средновековието, Финландия бива превзета от Русия, а преди да завърши едногодишната, катастрофална за кралството му война, Густав IV Адолф е свален от престола след преврат, извършен през месец март 1809 г. от дворянската опозиция, която настоява за конституционна форма на управление. На трона се възкачва по-младият брат на Густав III, Карл XIII, и Швеция става конституционна монархия с власт, разпределена между краля, риксрода и риксдага.

## Живот след абдикацията
В изгнание Густав IV се установява в Санкт Гален, Швейцария, където живее в малък хотел сред нищета и изолираност, под името на полковник Густафсон. Там той претърпява мозъчен инсулт и умира. По-късно останките му са пренесени в Швеция.

## Семейство
На 6 октомври 1797 г. в Стокхолм Густав IV се жени за Фридерика фон Баден, дъщеря на наследствения принц Карл Лудвиг фон Баден и съпругата му, първата му братовчедка, принцеса Амалия фон Хесен-Дармщат. Двамата имат пет деца:
- Густаф фон Васа (1799 – 1877), наследствен принц, женен на 9 ноември 1830 за Луиза фон Баден (1811 – 1854), дъщеря на велик херцог Карл Лудвиг Фридрих фон Баден
- София Вилхелмина фон Холщайн-Готорп (1801 – 1865), омъжена на 25 юли 1819 г. за велик херцог Лудвиг II фон Баден (1824 – 1858)
- Карл Густаф фон Холщайн-Готорп (1802 – 1805)
- Амалия Мария Шарлота фон Холщайн-Готорп (1805 – 1853), неомъжена
- Цецилия (1807 – 1844), омъжена на 5 май 1831 за Август I, велик херцог на Олденбург (1783 – 1853)